# La Concha (Coahuila)
La Concha es una localidad del suroeste del estado mexicano de Coahuila de Zaragoza, forma parte del municipio de Torreón.
La Concha constituye la principal población del extenso pero escasamente poblado sector este del municipio de Torreón, que se encuentra aislado geográficamente de la cabecera municipal, se encuentra seco la mayor parte del tiempo debido al clima y el agua que le llega se utiliza para la irrigación de campos agrícolas, la propia La Concha es un ejido que aprovecha esta situación.
La principal vía de comunicación de La Concha es de la Carretera Torreón-San Pedro (Carretera Federal 30).